# Список авиакомпаний Кирибати
Это список авиакомпаний Кирибати. В государстве действует 1 авиакомпания.